# Paul Termos
Paul Termos (Hilversum, 15 januari 1952 – Amsterdam, 20 mei 2003) was een Nederlands componist en saxofonist.

## Opleiding
Van 1972 en 1979 studeerde Termos compositie bij Ton de Leeuw en muziekanalyse bij Jos Kunst aan het Sweelinck Conservatorium in Amsterdam. Hij speelde aanvankelijk vooral gitaar en klarinet, maar stapte over naar de saxofoon, welk instrument hij studeerde bij Leo van Oostrom aan het Sweelinck Conservatorium.

## Activiteiten
Hij was al snel betrokken bij ontwikkelingen binnen de gecomponeerde en geïmproviseerde muziek. Hij speelde in de ensembles van Guus Janssen, Maarten Altena en Misha Mengelberg. Vanaf 1985 gaf Termos soloconcerten in binnen- en buitenland en maakte hij een soloplaat (Claxon 86.17).
Hij leidde ook eigen ensembles In 1988 richtte hij negenkoppig ensemble op, het Termos tientet, met onder anderen Michiel Vatcher, Wolter Wierbos, Michiel Scheen en Peter van Bergen. Deze groep werd opgevolgd door een groep van 9 man, genaamd Termos Dubbel Expres met twee sopraanzangeressen. Beide groepen werden opgenomen op het label Geestgronden (nrs. 5 en 16). In de tweede helft van de jaren negentig ging Termos als saxofonist over op pure improvisatie en vormde hij duo's met Wiek Hijmans en Misha Mengelberg.

## Composities
Hij schreef stukken voor zijn eigen ensembles, maar ook voor anderen, zoals voor Francis Marie Uitti, het Guus Janssen Septet, Walter van Hauwe, het Maarten Altena Ensemble, het Nieuw Ensemble, het Mondriaan Kwartet, Orkest De Volharding, het Nederlands Blazers Ensemble, Basho ensemble, het Nederlands Studenten Orkest, Ensemble Loos en het Radio Kamer Orkest. Een aantal composities van Termos zijn opgenomen op CD en grammofoonplaat.

## Prijzen en onderscheidingen
Voor het werk Carrara voor piano ontving Termos in 1986 Aanmoedigingsprijs van het Amsterdams Fonds voor de Kunst. 